# 陸伯鴻
陸 伯鴻（りく はくこう、1875年3月28日 - 1937年12月30日）は、元の名を陸熙順といい、カトリック信者で20世紀前半における中国の著名な企業家かつ慈善家である。

## 生涯

### 生い立ち
1875年3月28日、陸伯鴻は中国上海南市中国地界の顧家弄に生まれ、洗礼名をヨセフといった。
ここは当時江南代牧区の司教座聖堂である董家渡聖フランシスコ・ザビエル教会からとても近く、太平天国の戦乱中、江南地区の代々カトリックを信仰している家庭は迫害を避けるために上海まで逃れ、司教座聖堂の側で居住した。その中で最も著名なのが青浦県から来た朱家、丹徒県から来た馬家および陸家であった。彼らは互いに緊密な社交の輪を結成し、互いに婚姻を結び、周囲の非カトリック教徒と異なる宗教信仰と生活習慣を保持していた。彼らはフランスと密接な繋がりがあり、子女の大多数は震旦大学に通い、卒業後はまたフランス商社の下で物資を調達する任につくか、上海のフランス租界の公董局で職を探した。その中でも少なくない功績を建てた人物が出た。例えば、朱家は造船所の主で、上海全商業会議所の所長である朱志堯を、馬家は震旦大学、復旦大学二ヵ所の大学の創始者である馬相伯（1840年 — 1939年）と言語学者で中国初の文法の著作『馬氏文通』の作者である馬建忠の兄弟、そして陸家は大企業家で大慈善家である陸伯鴻を輩出した。

### 秀才と商売
少年時代の陸伯鴻もその他の中国の子供と同じように、学ぶのに十年の困難と辛苦を経ななければならなかった。彼は四書五経を学び、18歳で幸運にも秀才を取った。だが、1905年、清朝政府は科挙制度の廃止を宣言したので、大くの読書子は転じて新しい型の学校に進み、改めて外国に関することを学んだ。この時、陸家も陸伯鴻を董家渡司教座聖堂の龔神父に送り、そこでフランス語を学ばせ、後に『法華新字典』の編纂に加わった。この後、ベルギー洋行の職員とフランス租界の蒲石弁護士事務所の秘書を務めた。
20世紀初め、陸伯鴻は上海全商業会議所の代表となり、アメリカ、イタリア、スイス等に赴き、観光と視察調査をし、ローマ教皇の謁見を受けた。帰国後は実業を起こして国を救う計画を立て、その後続けて一連の工業、商業、交通等の企業を興し、上海の中国商人のリーダーとなった。
1911年、李平書の推薦により、陸伯鴻は接辦倒産の危機に直面した上海内地電灯公司の経営を引き継いだ。彼は管理をしっかりとさせ、経営上の損失を補って収入を増加させ、さらに経営規模を拡大した。数年の内に南市中国地界の電灯の数は元の1000余りから7万に激増し、中国地界と租界の市政建設方面での格差は迅速に縮小した。
1912年4月、上海では城壁を取り壊して大通りに改築して法華民国路（今の人民路）と中華路にし、陸伯鴻はこの機会を利用して20万元を出資し、上海華商電車公司を創立し、上海華界で初の路面電車を開通させ、電車はこの市を囲む円形の大通りの上を走った。この線路の沿線は全て上海の旧市街で、人は緻密であり、とても早く客の流量を見ることが出来ると予想された。陸伯鴻は華商電車公司の全ての電車の先頭に自分の名前をもじった緑、白、赤3色の電灯を取り付けて顧客を招き寄せた。開業してから華商電車の乗客は非常に多かったので、この後ずっと良好な経営業績を保った。1918年1月、電灯公司と電車公司は合併し、“上海華商電気股份有限公司”と改名した。1935年、南市の半淞園で新しい電力会社を建てた。1937年の日中戦争前夜に至るまで上海華商電気公司が每年得た利益は100万元に達した。陸伯鴻は電力工業方面で得た功績により、全国民栄電業連合会委員長を担当した。
1913年11月、陸伯鴻は第一次世界大戦前夜の国際市場での鉄鋼価格の急速な値上がりの機会をつかんで、浦東の周家渡で製鉄所を創業して銑鉄を生産した。1921年、彼はドイツの商社との合資により成和興鉄鋼工場を拡張して、品質が最上の異型棒鋼を生産出来るようにし、江海関ビル、沙遜大廈、閘北水力発電所、フランス商社の元々之水道所と南京の中山陵の建造する需要に供した。1949年以後は名を上海第三製鉄所と改めた。
陸伯鴻はまた大通航業公司を創業し、朱志堯の造船所のドックで“隆大”、“志大”と“正大”の3艘の客船を建造した。陸伯鴻はこのために上海航業同業公会執行委員となった。
1924年、陸伯鴻はさらに閘北水電公司の経営を引き継いだ。

### 公董局の中国人理事
陸伯鴻は上海フランス租界公董局（フランス租界市政当局）に入った初の5名の中国人理事の一人となった。1927年1月15日、中国民族主義が興って大革命が発生するような形勢下で、フランス上海駐在総領事は陸伯鴻等5名の中国人を公董局臨時委員会の委員に任命し、上海の2つの租界で最も早い中国人理事となり（1928年になって上海公共租界は中国人理事がいるようになった）、上海租界で長期の外国人理事しかいなかった状況を変えた。杜月笙、張嘯林等は1930年以後になってフランス租界公董局の理事会に入る資格を得た。

### 布教活動
陸伯鴻は龔神父と接触する間に熱心なカトリック教徒となり、聖職者ではなかったが、常にカトリックを信仰する実業家（合わせて19人）と、1912年から以熱心な信者の立場で粗末な交通工具に乗って、上海附近の各農村に出かけて布教し、続いて教会、診療所と学校を建設した。陸伯鴻はカトリックアクション会会長を担当した。彼の布教活動方面の功績により、教皇は彼に爵位を授与し、彼に1926年はアメリカのシカゴおよび1937年はフィリピンのマニラで挙行された2回の国際聖体大会に参加するよう招いた。

### 慈善活動
陸伯鴻は慈善活動に極めて熱心であり、前後して7ヵ所の慈善機構を創立した。
- 新普育堂：普育堂は元は1865年に上海地方官府により支持された旧式の慈善機構で、上海大南門外の陸家浜南岸にあった。死んだ貧者には棺材を、貧者には衣食を施し、無料で診療して薬を出し、死んだ貧者と路上で倒れて亡くなった者を埋葬し、寡婦と孤独な老人には生活補助を提供し、捨て子等を拾って養育していたが、衛生条件は極めて酷く、蚊や蠅が繁殖していた。辛亥革命以後、当局は既に500人を救済することが維持できなくなった。1912年、陸伯鴻は許可を得て、取り除かれた城壁を利用しつつ一組の現代的な建築群を建設し、学校、工場、医療、養老、養育、障害、瘋癲（精神病）等の各部を設け、カトリック修道女を看護のために招いた。創立初めの6年で、収容して養育した男女は102,525人で、医療を施して薬を与えた者は2,194,070人に達した。これは20世紀前半で上海最大の社会的弱者を収容する施設であった。
- 上海普慈療養院
- 楊樹浦聖心医院：上海東北部楊樹浦鄱陽路の工員居住区内にあり、側には一つの小学校と小さな教会（聖心堂）があった。
- 中国公立医院
- 南市時疫医院
- 楊樹浦診療所
- 北京中央医院：1917年に建てられた。

陸伯鴻は既に名高い上海の大富豪であったが、本人はなお常に新普育堂に来て、前掛けを締めて自ら不衛生な病人に奉仕した。しかも彼の何人かの子供を側に立たせて、彼らがどのように貧しい人に親切に接するか学べるよう便宜を図った。
この外、彼は金科中学（上海膠州路にあり、アメリカのイエズス会に管理を任せた）を含む5ヵ所の男女小中学校を創立した。

### コルベ神父との関わり
日本の長崎に無原罪の聖母の修道院を設立しに来たマキシミリアノ・コルベ神父が上海に立ち寄ったときに面識を持ち、陸は修道院を建てるよう援助しようとしたが、上海の司教と神父がコルベ神父を歓迎しなかったので成功しなかった。

### 暗殺
1937年8月13日、上海で第二次上海事変が勃発し、3ヵ月の戦闘で百万にも上る上海の中国地界である（閘北、南市）、そして虹口や日本勢力範囲と附近の江南地区から来た難民は上海の面積に限りがあり、元から人が極めて密集している二つの租界に入ってきて、空前の深刻な難民の危機となった。陸伯鴻自身の企業はこの時の戦争で全て麻痺状態に陥ったが、政府の計画に合わせて、自分の客船一艘を江蘇省江陰附近の長江の中に沈めて、日本軍が西に向かって南京に侵入するのを阻止した。陸家が長年居住してきた南市董家渡の一帯も戦闘地区となり、上海フランス租界の震旦大学が所在する呂班路（重慶南路）への転居を余儀なくされたので、彼は聖伯多禄堂の信者となった。しかし、この時も陸伯鴻はなお慈善事業を放棄しようとはせず、彼はその数が百万を数える不幸な人々に対して無為に過ごすことに甘んじようとはしなかった。そこで彼は進んで日本占領軍と接触して深刻な難民危機の解決を試み、上海地区改組委員会の参加に同意した。
1937年12月30日、陸伯鴻は呂班路の住宅前で車に乗り新普育堂の仕事を手伝う準備をしていた時に、みかん売に偽装した男の襲擊に遭遇して亡くなった。62歳であった。彼の死はずっと謎であるが、彼が日本人と接触したことと関係がある可能性がある。